# Gruppspelet i Uefa Champions League 1992/1993
Gruppspelet i Uefa Champions League 1992/1993 spelades från den 25 november 1992 till den 21 april 1993, totalt 8 lag tävlade i gruppspelet. Segraren ur respektive grupp fick spela i finalen av Uefa Champions League 1992/1993. Olympique Marseille vann grupp A, och AC Milan vann grupp B.

## Grupper

### Grupp A
| Nr | Lag         | S | V | O | F | GM | IM | MS  | P |
| -- | ----------- | - | - | - | - | -- | -- | --- | - |
| 1  | Marseille   | 6 | 3 | 3 | 0 | 14 | 4  | +10 | 9 |
| 2  | Rangers     | 6 | 2 | 4 | 0 | 7  | 5  | +2  | 8 |
| 3  | Club Brugge | 6 | 2 | 1 | 3 | 5  | 8  | −3  | 5 |
| 4  | CSKA Moskva | 6 | 0 | 2 | 4 | 2  | 11 | −9  | 2 |

|       | 25 november 1992 | Rangers                  | 2 – 2 | Marseille             | Ibrox Stadium                                       |                                                     |
| 19:30 | 19:30            | McSwegan 76′ Hateley 82′ |       | Bokšić 31′ Völler 55′ | Glasgow Publik: 41 624 Domare: Sándor Puhl (Ungern) | Glasgow Publik: 41 624 Domare: Sándor Puhl (Ungern) |
| 19:30 | 19:30            |                          |       |                       | Glasgow Publik: 41 624 Domare: Sándor Puhl (Ungern) | Glasgow Publik: 41 624 Domare: Sándor Puhl (Ungern) |
| 19:30 | 19:30            |                          |       |                       | Glasgow Publik: 41 624 Domare: Sándor Puhl (Ungern) | Glasgow Publik: 41 624 Domare: Sándor Puhl (Ungern) |

|       | 25 november 1992 | Club Brugge  | 1 – 0 | CSKA Moskva | Olympiastadion                                      |                                                     |
| 20:30 | 20:30            | Amokachi 17′ |       |             | Brygge Publik: 21 500 Domare: Bo Karlsson (Sverige) | Brygge Publik: 21 500 Domare: Bo Karlsson (Sverige) |
| 20:30 | 20:30            |              |       |             | Brygge Publik: 21 500 Domare: Bo Karlsson (Sverige) | Brygge Publik: 21 500 Domare: Bo Karlsson (Sverige) |
| 20:30 | 20:30            |              |       |             | Brygge Publik: 21 500 Domare: Bo Karlsson (Sverige) | Brygge Publik: 21 500 Domare: Bo Karlsson (Sverige) |

|       | 9 december 1992 | Marseille                        | 3 – 0 | Club Brugge | Stade Vélodrome                                              |                                                              |
| 20:30 | 20:30           | Sauzée 4′ (str.) Bokšić 10′, 26′ |       |             | Marseille Publik: 30 000 Domare: Aron Schmidhuber (Tyskland) | Marseille Publik: 30 000 Domare: Aron Schmidhuber (Tyskland) |
| 20:30 | 20:30           |                                  |       |             | Marseille Publik: 30 000 Domare: Aron Schmidhuber (Tyskland) | Marseille Publik: 30 000 Domare: Aron Schmidhuber (Tyskland) |
| 20:30 | 20:30           |                                  |       |             | Marseille Publik: 30 000 Domare: Aron Schmidhuber (Tyskland) | Marseille Publik: 30 000 Domare: Aron Schmidhuber (Tyskland) |

|       | 9 december 1992 | CSKA Moskva | 0 – 1 | Rangers      | Ruhrstadion                                               |                                                           |
| 20:30 | 20:30           |             |       | Ferguson 13′ | Bochum Publik: 9 000 Domare: Kim Milton Nielsen (Danmark) | Bochum Publik: 9 000 Domare: Kim Milton Nielsen (Danmark) |
| 20:30 | 20:30           |             |       |              | Bochum Publik: 9 000 Domare: Kim Milton Nielsen (Danmark) | Bochum Publik: 9 000 Domare: Kim Milton Nielsen (Danmark) |
| 20:30 | 20:30           |             |       |              | Bochum Publik: 9 000 Domare: Kim Milton Nielsen (Danmark) | Bochum Publik: 9 000 Domare: Kim Milton Nielsen (Danmark) |

|       | 3 mars 1993 | CSKA Moskva  | 1 – 1 | Marseille      | Olympiastadion                                       |                                                      |
| 20:30 | 20:30       | Faizulin 55′ |       | Abédi Pelé 27′ | Berlin Publik: 20 000 Domare: Fabio Baldas (Italien) | Berlin Publik: 20 000 Domare: Fabio Baldas (Italien) |
| 20:30 | 20:30       |              |       |                | Berlin Publik: 20 000 Domare: Fabio Baldas (Italien) | Berlin Publik: 20 000 Domare: Fabio Baldas (Italien) |
| 20:30 | 20:30       |              |       |                | Berlin Publik: 20 000 Domare: Fabio Baldas (Italien) | Berlin Publik: 20 000 Domare: Fabio Baldas (Italien) |

|       | 3 mars 1993 | Club Brugge    | 1 – 1 | Rangers     | Olympiastadion                                                   |                                                                  |
| 20:30 | 20:30       | Dziubiński 44′ |       | Huistra 72′ | Brygge Publik: 19 000 Domare: Antonio Martin Navarrete (Spanien) | Brygge Publik: 19 000 Domare: Antonio Martin Navarrete (Spanien) |
| 20:30 | 20:30       |                |       |             | Brygge Publik: 19 000 Domare: Antonio Martin Navarrete (Spanien) | Brygge Publik: 19 000 Domare: Antonio Martin Navarrete (Spanien) |
| 20:30 | 20:30       |                |       |             | Brygge Publik: 19 000 Domare: Antonio Martin Navarrete (Spanien) | Brygge Publik: 19 000 Domare: Antonio Martin Navarrete (Spanien) |

|       | 17 mars 1993 | Marseille                                                          | 6 – 0 | CSKA Moskva | Stade Vélodrome                                               |                                                               |
| 20:30 | 20:30        | Sauzée 4′ (str.), 34′, 48′ Abédi Pelé 42′ Ferreri 70′ Desailly 78′ |       |             | Marseille Publik: 40 000 Domare: Serge Muhmenthaler (Schweiz) | Marseille Publik: 40 000 Domare: Serge Muhmenthaler (Schweiz) |
| 20:30 | 20:30        |                                                                    |       |             | Marseille Publik: 40 000 Domare: Serge Muhmenthaler (Schweiz) | Marseille Publik: 40 000 Domare: Serge Muhmenthaler (Schweiz) |
| 20:30 | 20:30        |                                                                    |       |             | Marseille Publik: 40 000 Domare: Serge Muhmenthaler (Schweiz) | Marseille Publik: 40 000 Domare: Serge Muhmenthaler (Schweiz) |

|       | 17 mars 1993 | Rangers                | 2 – 1 | Club Brugge  | Ibrox Stadium                                         |                                                       |
| 19:30 | 19:30        | Durrant 40′ Nisbet 71′ |       | Staelens 52′ | Glasgow Publik: 42 731 Domare: Ryszard Wójcik (Polen) | Glasgow Publik: 42 731 Domare: Ryszard Wójcik (Polen) |
| 19:30 | 19:30        |                        |       |              | Glasgow Publik: 42 731 Domare: Ryszard Wójcik (Polen) | Glasgow Publik: 42 731 Domare: Ryszard Wójcik (Polen) |
| 19:30 | 19:30        |                        |       |              | Glasgow Publik: 42 731 Domare: Ryszard Wójcik (Polen) | Glasgow Publik: 42 731 Domare: Ryszard Wójcik (Polen) |

|       | 7 april 1993 | Marseille  | 1 – 1 | Rangers     | Stade Vélodrome                                                     |                                                                     |
| 20:30 | 20:30        | Sauzée 18′ |       | Durrant 52′ | Marseille Publik: 40 000 Domare: Mario van der Ende (Nederländerna) | Marseille Publik: 40 000 Domare: Mario van der Ende (Nederländerna) |
| 20:30 | 20:30        |            |       |             | Marseille Publik: 40 000 Domare: Mario van der Ende (Nederländerna) | Marseille Publik: 40 000 Domare: Mario van der Ende (Nederländerna) |
| 20:30 | 20:30        |            |       |             | Marseille Publik: 40 000 Domare: Mario van der Ende (Nederländerna) | Marseille Publik: 40 000 Domare: Mario van der Ende (Nederländerna) |

|       | 7 april 1993 | CSKA Moskva  | 1 – 2 | Club Brugge                 | Olympiastadion                                          |                                                         |
| 20:30 | 20:30        | Sergeyev 18′ |       | Schaessens 43′ Verheyen 83′ | Berlin Publik: 2 500 Domare: Angelo Amendolia (Italien) | Berlin Publik: 2 500 Domare: Angelo Amendolia (Italien) |
| 20:30 | 20:30        |              |       |                             | Berlin Publik: 2 500 Domare: Angelo Amendolia (Italien) | Berlin Publik: 2 500 Domare: Angelo Amendolia (Italien) |
| 20:30 | 20:30        |              |       |                             | Berlin Publik: 2 500 Domare: Angelo Amendolia (Italien) | Berlin Publik: 2 500 Domare: Angelo Amendolia (Italien) |

|       | 21 april 1993 | Club Brugge | 0 – 1 | Marseille | Olympiastadion                                           |                                                          |
| 20:30 | 20:30         |             |       | Bokšić 2′ | Brygge Publik: 19 000 Domare: Ion Crăciunescu (Rumänien) | Brygge Publik: 19 000 Domare: Ion Crăciunescu (Rumänien) |
| 20:30 | 20:30         |             |       |           | Brygge Publik: 19 000 Domare: Ion Crăciunescu (Rumänien) | Brygge Publik: 19 000 Domare: Ion Crăciunescu (Rumänien) |
| 20:30 | 20:30         |             |       |           | Brygge Publik: 19 000 Domare: Ion Crăciunescu (Rumänien) | Brygge Publik: 19 000 Domare: Ion Crăciunescu (Rumänien) |

|       | 21 april 1993 | Rangers | 0 – 0 | CSKA Moskva | Ibrox Stadium                                            |                                                          |
| 19:30 | 19:30         |         |       |             | Glasgow Publik: 43 142 Domare: Peter Mikkelsen (Danmark) | Glasgow Publik: 43 142 Domare: Peter Mikkelsen (Danmark) |
| 19:30 | 19:30         |         |       |             | Glasgow Publik: 43 142 Domare: Peter Mikkelsen (Danmark) | Glasgow Publik: 43 142 Domare: Peter Mikkelsen (Danmark) |
| 19:30 | 19:30         |         |       |             | Glasgow Publik: 43 142 Domare: Peter Mikkelsen (Danmark) | Glasgow Publik: 43 142 Domare: Peter Mikkelsen (Danmark) |

### Grupp B
| Nr | Lag          | S | V | O | F | GM | IM | MS  | P  |
| -- | ------------ | - | - | - | - | -- | -- | --- | -- |
| 1  | AC Milan     | 6 | 6 | 0 | 0 | 11 | 1  | +10 | 12 |
| 2  | IFK Göteborg | 6 | 3 | 0 | 3 | 7  | 8  | −1  | 6  |
| 3  | Porto        | 6 | 2 | 1 | 3 | 5  | 5  | 0   | 5  |
| 4  | PSV          | 6 | 0 | 1 | 5 | 4  | 13 | −9  | 1  |

|       | 25 november 1992 | AC Milan                             | 4 – 0 | IFK Göteborg | San Siro                                                        |                                                                 |
| 20:30 | 20:30            | Van Basten 33′, 52′ (str.), 61′, 62′ |       |              | Milano Publik: 61 000 Domare: Frans van den Wijngaert (Belgien) | Milano Publik: 61 000 Domare: Frans van den Wijngaert (Belgien) |
| 20:30 | 20:30            |                                      |       |              | Milano Publik: 61 000 Domare: Frans van den Wijngaert (Belgien) | Milano Publik: 61 000 Domare: Frans van den Wijngaert (Belgien) |
| 20:30 | 20:30            |                                      |       |              | Milano Publik: 61 000 Domare: Frans van den Wijngaert (Belgien) | Milano Publik: 61 000 Domare: Frans van den Wijngaert (Belgien) |

|       | 25 november 1992 | Porto                       | 2 – 2 | PSV              | Estádio das Antas                                               |                                                                 |
| 20:30 | 20:30            | Magalhães 35′ Zé Carlos 75′ |       | Romário 43′, 60′ | Porto Publik: 50 000 Domare: Antonio Martin Navarrete (Spanien) | Porto Publik: 50 000 Domare: Antonio Martin Navarrete (Spanien) |
| 20:30 | 20:30            |                             |       |                  | Porto Publik: 50 000 Domare: Antonio Martin Navarrete (Spanien) | Porto Publik: 50 000 Domare: Antonio Martin Navarrete (Spanien) |
| 20:30 | 20:30            |                             |       |                  | Porto Publik: 50 000 Domare: Antonio Martin Navarrete (Spanien) | Porto Publik: 50 000 Domare: Antonio Martin Navarrete (Spanien) |

|       | 9 december 1992 | IFK Göteborg    | 1 – 0 | Porto | Ullevi                                                  |                                                         |
| 20:30 | 20:30           | P. Eriksson 87′ |       |       | Göteborg Publik: 22 303 Domare: Jozef Marko (Slovakien) | Göteborg Publik: 22 303 Domare: Jozef Marko (Slovakien) |
| 20:30 | 20:30           |                 |       |       | Göteborg Publik: 22 303 Domare: Jozef Marko (Slovakien) | Göteborg Publik: 22 303 Domare: Jozef Marko (Slovakien) |
| 20:30 | 20:30           |                 |       |       | Göteborg Publik: 22 303 Domare: Jozef Marko (Slovakien) | Göteborg Publik: 22 303 Domare: Jozef Marko (Slovakien) |

|       | 9 december 1992 | PSV         | 1 – 2 | AC Milan                | Philips Stadion                                           |                                                           |
| 20:30 | 20:30           | Romário 66′ |       | Rijkaard 19′ Simone 62′ | Eindhoven Publik: 27 000 Domare: Alexey Spirin (Ryssland) | Eindhoven Publik: 27 000 Domare: Alexey Spirin (Ryssland) |
| 20:30 | 20:30           |             |       |                         | Eindhoven Publik: 27 000 Domare: Alexey Spirin (Ryssland) | Eindhoven Publik: 27 000 Domare: Alexey Spirin (Ryssland) |
| 20:30 | 20:30           |             |       |                         | Eindhoven Publik: 27 000 Domare: Alexey Spirin (Ryssland) | Eindhoven Publik: 27 000 Domare: Alexey Spirin (Ryssland) |

|       | 3 mars 1993 | PSV      | 1 – 3 | IFK Göteborg                    | Philips Stadion                                      |                                                      |
| 20:30 | 20:30       | Numan 7′ |       | M. Nilsson 19′ Ekström 34′, 44′ | Eindhoven Publik: 27 500 Domare: Keith Burge (Wales) | Eindhoven Publik: 27 500 Domare: Keith Burge (Wales) |
| 20:30 | 20:30       |          |       |                                 | Eindhoven Publik: 27 500 Domare: Keith Burge (Wales) | Eindhoven Publik: 27 500 Domare: Keith Burge (Wales) |
| 20:30 | 20:30       |          |       |                                 | Eindhoven Publik: 27 500 Domare: Keith Burge (Wales) | Eindhoven Publik: 27 500 Domare: Keith Burge (Wales) |

|       | 3 mars 1993 | Porto | 0 – 1 | AC Milan  | Estádio das Antas                                        |                                                          |
| 20:30 | 20:30       |       |       | Papin 71′ | Porto Publik: 55 000 Domare: Aron Schmidhuber (Tyskland) | Porto Publik: 55 000 Domare: Aron Schmidhuber (Tyskland) |
| 20:30 | 20:30       |       |       |           | Porto Publik: 55 000 Domare: Aron Schmidhuber (Tyskland) | Porto Publik: 55 000 Domare: Aron Schmidhuber (Tyskland) |
| 20:30 | 20:30       |       |       |           | Porto Publik: 55 000 Domare: Aron Schmidhuber (Tyskland) | Porto Publik: 55 000 Domare: Aron Schmidhuber (Tyskland) |

|       | 17 mars 1993 | IFK Göteborg                             | 3 – 0 | PSV | Ullevi                                                     |                                                            |
| 20:30 | 20:30        | M. Nilsson 2′ Ekström 44′ Martinsson 48′ |       |     | Göteborg Publik: 35 250 Domare: Ion Crăciunescu (Rumänien) | Göteborg Publik: 35 250 Domare: Ion Crăciunescu (Rumänien) |
| 20:30 | 20:30        |                                          |       |     | Göteborg Publik: 35 250 Domare: Ion Crăciunescu (Rumänien) | Göteborg Publik: 35 250 Domare: Ion Crăciunescu (Rumänien) |
| 20:30 | 20:30        |                                          |       |     | Göteborg Publik: 35 250 Domare: Ion Crăciunescu (Rumänien) | Göteborg Publik: 35 250 Domare: Ion Crăciunescu (Rumänien) |

|       | 17 mars 1993 | AC Milan   | 1 – 0 | Porto | San Siro                                           |                                                    |
| 20:30 | 20:30        | Eranio 31′ |       |       | Milano Publik: 67 389 Domare: Philip Don (England) | Milano Publik: 67 389 Domare: Philip Don (England) |
| 20:30 | 20:30        |            |       |       | Milano Publik: 67 389 Domare: Philip Don (England) | Milano Publik: 67 389 Domare: Philip Don (England) |
| 20:30 | 20:30        |            |       |       | Milano Publik: 67 389 Domare: Philip Don (England) | Milano Publik: 67 389 Domare: Philip Don (England) |

|       | 7 april 1993 | IFK Göteborg | 0 – 1 | AC Milan    | Ullevi                                                            |                                                                   |
| 20:30 | 20:30        |              |       | Massaro 70′ | Göteborg Publik: 40 300 Domare: Karl-Josef Assenmacher (Tyskland) | Göteborg Publik: 40 300 Domare: Karl-Josef Assenmacher (Tyskland) |
| 20:30 | 20:30        |              |       |             | Göteborg Publik: 40 300 Domare: Karl-Josef Assenmacher (Tyskland) | Göteborg Publik: 40 300 Domare: Karl-Josef Assenmacher (Tyskland) |
| 20:30 | 20:30        |              |       |             | Göteborg Publik: 40 300 Domare: Karl-Josef Assenmacher (Tyskland) | Göteborg Publik: 40 300 Domare: Karl-Josef Assenmacher (Tyskland) |

|       | 7 april 1993 | PSV | 0 – 1 | Porto                | Philips Stadion                                             |                                                             |
| 20:30 | 20:30        |     |       | Zé Carlos 77′ (str.) | Eindhoven Publik: 25 750 Domare: Leslie Mottram (Skottland) | Eindhoven Publik: 25 750 Domare: Leslie Mottram (Skottland) |
| 20:30 | 20:30        |     |       |                      | Eindhoven Publik: 25 750 Domare: Leslie Mottram (Skottland) | Eindhoven Publik: 25 750 Domare: Leslie Mottram (Skottland) |
| 20:30 | 20:30        |     |       |                      | Eindhoven Publik: 25 750 Domare: Leslie Mottram (Skottland) | Eindhoven Publik: 25 750 Domare: Leslie Mottram (Skottland) |

|       | 21 april 1993 | AC Milan       | 2 – 0 | PSV | San Siro                                           |                                                    |
| 20:30 | 20:30         | Simone 5′, 18′ |       |     | Milano Publik: 56 862 Domare: Sándor Puhl (Ungern) | Milano Publik: 56 862 Domare: Sándor Puhl (Ungern) |
| 20:30 | 20:30         |                |       |     | Milano Publik: 56 862 Domare: Sándor Puhl (Ungern) | Milano Publik: 56 862 Domare: Sándor Puhl (Ungern) |
| 20:30 | 20:30         |                |       |     | Milano Publik: 56 862 Domare: Sándor Puhl (Ungern) | Milano Publik: 56 862 Domare: Sándor Puhl (Ungern) |

|       | 21 april 1993 | Porto                     | 2 – 0 | IFK Göteborg | Estádio das Antas                                    |                                                      |
| 20:30 | 20:30         | Zé Carlos 42′ Timofte 56′ |       |              | Porto Publik: 15 000 Domare: David Elleray (England) | Porto Publik: 15 000 Domare: David Elleray (England) |
| 20:30 | 20:30         |                           |       |              | Porto Publik: 15 000 Domare: David Elleray (England) | Porto Publik: 15 000 Domare: David Elleray (England) |
| 20:30 | 20:30         |                           |       |              | Porto Publik: 15 000 Domare: David Elleray (England) | Porto Publik: 15 000 Domare: David Elleray (England) |